# 魏宝善
魏宝善，中华人民共和国政治人物、外交官。

## 生平
1973年，担任首任中华人民共和国驻多哥大使。1974年，由岳欣接任，其改任中华人民共和国驻喀麦隆大使。1982年，担任中华人民共和国驻阿根廷大使。1982年，接替徐中夫，担任中华人民共和国驻阿根廷大使。